# The Mysteries of Myra
The Mysteries of Myra er en amerikansk stumfilm fra 1916 af Theodore W. Wharton og Leopold D. Wharton.

## Medvirkende
- Jean Sothern som Myra Maynard.
- Howard Estabrook som Dr. Payson Alden.
- Allan Murnane som Arthur Varney.
- M.W. Rale.
- Shino Mori som Haji.